# Sperling
Sperling var namnet på två befryndade svenska adelsätter: en friherrlig och en grevlig.
Ätternas gemensamma förfäder kom från Mecklenburg där de i flera generationer uppehållit olika höga poster och erhållit adelsvärdighet. År 1612 inkom den unge Caspar Otto Sperling (1596–1655) jämte sin bror Henric till Sverige och påbörjade här en lång och framgångsrik militär karriär vilken bland annat gjorde honom till generalmajor och generalguvernör över Halland. Han naturaliserades som svensk adelsman 1632 och introducerades på Riddarhuset 1634. Den 8 juli 1653 blev han friherre och introducerades året därpå som sådan under ättenummer 43.
Caspar Otto Sperlings yngre son, fältmarskalken med mera Göran Sperling (1630–1691), upphöjdes den 10 december 1687 till greve och den grevliga ätten Sperling introducerades på Riddarhuset 1689 med numret 28. Denna ätt utdog på svärdssidan med Görans sonsons son, kapten Göran Casper Sperling (1747–1769), och slutgiltigt även på spinnsidan med dennes syster Catharina Gustafviana Sperling, gift Leijonhufvud (1748–1819).
Den ursprungliga friherrliga ätten hade utdött redan 1712 med Göran Sperlings brorson, översten och kommendanten i Wismar Carl Gustaf Sperling (1660–1712).